# 苏越 (作曲家)
苏越（1955年9月12日—2018年8月22日），生于北京，中华人民共和国作曲家。

## 生平
3岁时耳膜穿孔。曾当农民，卖过红薯、进过福利工厂，还考过各种文艺团体。中学时开始拉小提琴。1978年，考入总政歌舞团担任演奏员。1987年，苏越到日本学习电子音乐、音乐制作和音乐文化产业化等。1990年代初，他回国后成为中国内地推行歌手签约制的第一人，先后捧红了黄格选、谢东、朱桦、白雪、戴娆等歌手。曾创作过许多流行歌曲如《血染的风采》、《热血颂》、《黄土高坡》等，还为《永不放弃》、《结婚十年》、《大汉天子》、《姐妹弟兄》等电视剧作曲。
2003年起，苏越先后创办多家公司从事影视投资等活动，后因经营不善导致大面积亏空。2008年11月，一公司股东向法院提起民事诉讼，要求苏越偿还所借600万元款项。后法院追加安雯为共同被告，判决苏越、安雯支付该借款。2011年12月，法院拍卖安雯的别墅以偿还苏越所借钱款。
2007年12月至2008年10月间，苏越虚构承办北京奥运会巡回演出等活动的演出合同书，并承诺给投资方高额回报，骗取被害人的投资资金。2010年3月24日，苏越因涉嫌合同诈骗罪被刑事拘留，后被逮捕。检方指控，苏越以投资迎奥运巡演、筹借迎奥运巡演资金为由，先后同3名受害人签订多份合同，诈骗金额5746万余元人民币。案发后苏越虽偿还部分钱款，但截至2011年11月一审宣判前，仍有2843.9万元尚未归还。2011年11月10日，苏越一审被北京市第二中级人民法院判处无期徒刑，剥夺政治权利终身，并处没收个人全部财产，苏越不服判决提出上诉。2012年5月31日，北京市高级人民法院裁定，原审判决“事实不清、证据不足”，发回重审。2012年10月12日，该案重审，苏越被北京市第二中级人民法院改判有期徒刑15年，并处罚金3万元。2013年3月，北京市人民检察院第二分院提起抗诉，认为该案量刑期轻，建议改判无期徒刑。2013年7月5日，北京市高级人民法院受理抗诉，终审裁定驳回检方抗诉，维持原判。
苏越在看守所内坚持写歌，并教看守所内的未成年人唱歌。后在北京市延庆监狱服刑。
2018年8月22日，苏越因患胆囊癌病逝，享年63岁。

## 家庭
- 女友：安雯，演员，曾在87版电视剧《红楼梦》里饰演晴雯。1991年和苏越举办西式冷餐婚礼。十年后的2001年再度举办婚礼，并约好今后每十年都办一次风格不同的婚礼。苏越曾在法庭上表示与安雯已离婚，但安雯否认，称与苏越从无任何法律上有效的婚姻关系。2018年8月17日，安雯还在其个人新浪微博上表示“活到今天还没见过‘结婚证’……真的很想去领一回结婚证！”苏越被捕后，安雯曾“卖房救夫”，并且复出赚钱帮苏越还债[2]。